# Otze (Burgdorf)

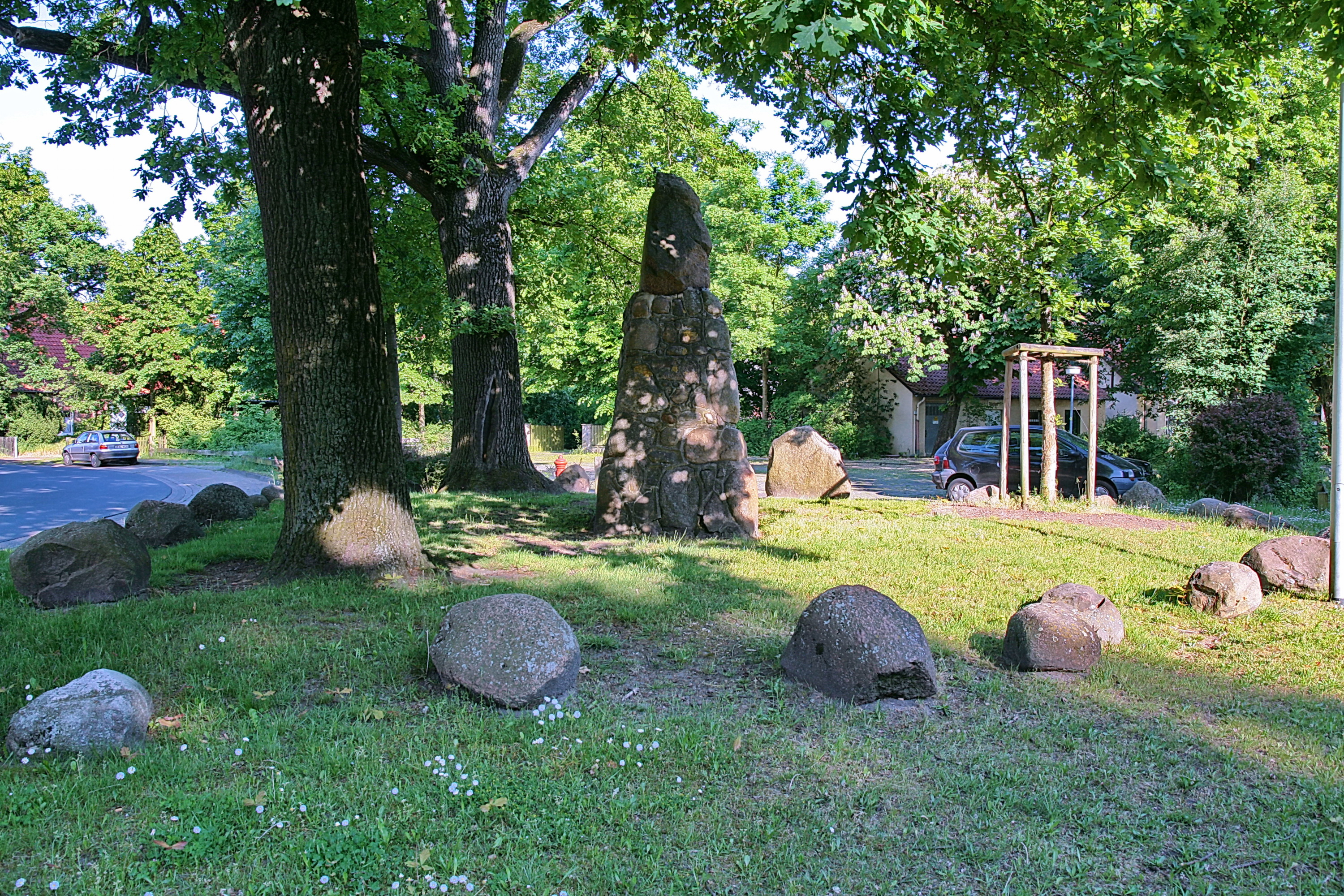
Alte Gerichtsstätte

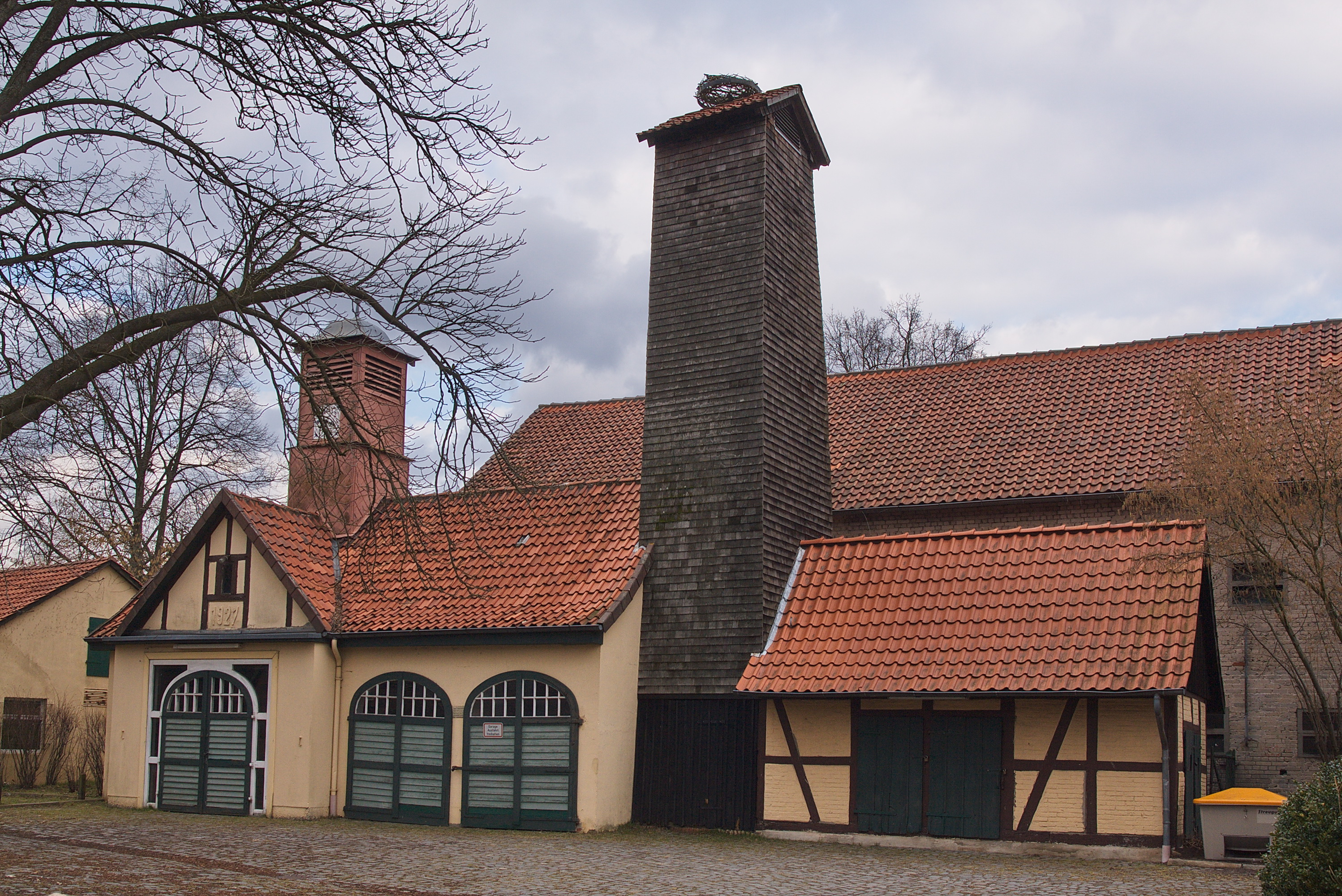
Feuerwehr Otze

Otze [ˈoːtsə] ist ein Dorf und Stadtteil von Burgdorf in der Region Hannover in Niedersachsen. Es liegt etwa auf halber Strecke zwischen der Stadtmitte Burgdorfs und dem Ortsteil Ramlingen.

## Geschichte
Otze liegt nördlich von Burgdorf in Richtung Celle. Der Ortsname könnte von „Odo“ oder von „Otto“ abgeleitet sein. Aufgrund von Fundstücken vermuten Archäologen, dass die Gegend bereits um 2000 v. Chr. besiedelt war. Der heutige Ortskern dürfte bereits seit 1000 Jahren bestehen.
Urkundlich erwähnt wird Otze erstmals 1321 in einem Güterverzeichnis des St. Michaelisklosters in Hildesheim. Im Mittelalter gehörte Otze zu den neun Freibauerndörfern der „Grafschaft über dem Moore“ um Burgwedel. Sie unterstanden dem Schutz und der Aufsicht einer Sondergerichtsbarkeit des Landesherrn, dem Freiengericht. Dieses Gericht verhandelte und richtete nur kleinere Delikte, wie Körperverletzungen, Diebstähle, Weidevergehen. Das Freiengericht tagte in der Regel zweimal im Jahr reihum in den einzelnen Dörfern, in Otze letztmals am 10. September 1661.
In Otze zählten zu den Freien 20 Halbhöfner, die am Gericht teilnehmen durften. Bauern, die ihren Hof ganz oder zum Teil von ihrem Grundherrn als Lehen bewirtschafteten, durften nicht teilnehmen. Die Gerichtsstätte befand sich in Otze auf dem Lindenbrink. Die einst mächtige Linde an diesem Platz wurde durch drei Eichen ersetzt. Der Löwe als Zeichen des Freiengerichts sowie die in der Otzer Kapelle gemalten Apostel- und Weihekreuze wurden 1957 Teil des Otzer Wappens. Im Dreißigjährigen Krieg verarmten die Höfe, und Todesfälle häuften sich. In dieser Zeit gab es viele Veränderungen bei den Familiennamen.
Am 1. März 1974 wurde Otze in die Stadt Burgdorf eingegliedert.

## Einwohnerentwicklung
- 1961: 1647 Einwohner[3]
- 1970: 1617 Einwohner[3]
- 2005: 1768 Einwohner
- 2011: 1793 Einwohner
- 2016: 1796 Einwohner[1]

## Politik

### Ortsrat
Der Ortsrat von Otze setzt sich aus zwei Ratsfrauen und drei Ratsherren zusammen.
- CDU: 3 Sitze
- SPD: 2 Sitze

(Stand: Kommunalwahl 11. September 2016)

### Ortsbürgermeister
Der Ortsbürgermeister ist Andreas Meyer (CDU). Sein Stellvertreter ist Karl-Heinz Dralle (SPD).

### Wappen
Der Entwurf des Kommunalwappens von Otze stammt von dem Heraldiker und Wappenmaler Gustav Völker, der zahlreiche Wappen in der Region Hannover erschaffen hat. Die Genehmigung des Wappens wurde am 28. Februar 1958 durch den Niedersächsischen Minister des Innern erteilt.
| Wappen von Otze | Blasonierung: „Geteilt von Grün und Silber, oben ein wachsender, goldener Löwe, unten ein rotes Radkreuz.“ |
| Wappen von Otze | Wappenbegründung: Der Löwe im Wappen entstand aus der Freiengerichtsbarkeit der Gemeinde Otze. Dieses Zeichen war für mehrere Gemeinden, die zum Freiengericht gehörten, das alte Symbol. Das Freiengericht wurde zweimal, auch dreimal im Jahr und jedes Mal in einem anderen der dazu gehörenden Dörfer gehalten. Das Sonnenrad, das sogenannte Lebenskreuz, stammt aus der vorchristlichen Zeit und wurde bei dem Bau der Kapelle in Otze um 1250 als Symbol mit übernommen und dient heute noch als Wandverzierung in der Kapelle. |

### Partnerschaften
Es besteht eine Partnerschaft zum Ortsteil Großmühlingen der Gemeinde Bördeland in Sachsen-Anhalt.

## Kultur und Sehenswürdigkeiten

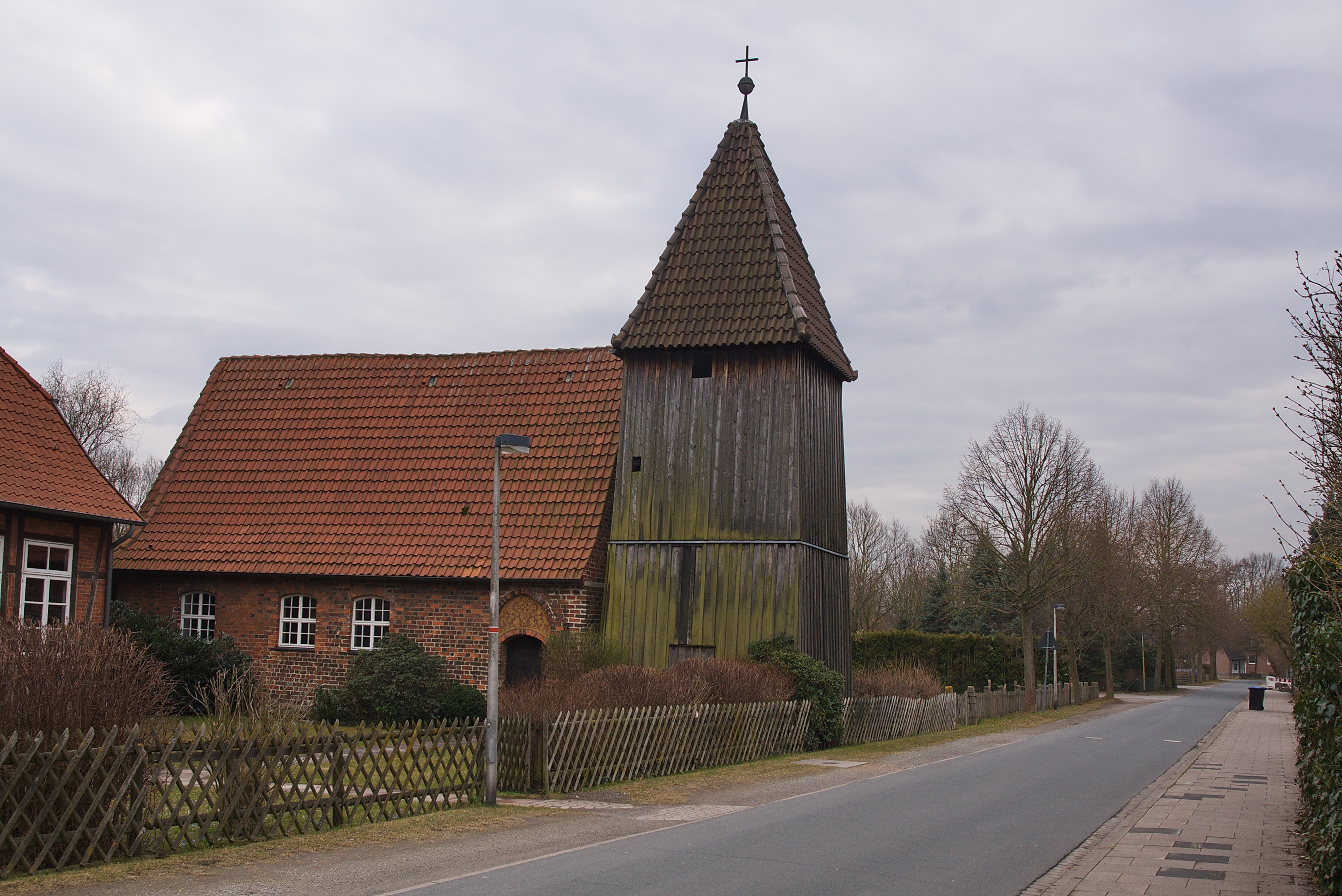
Kapelle von 1350

### Bauwerke
Die Kapelle mit dem hölzernen Glockenturm wurde um 1350 erbaut. Im Jahre 1461 wurde die Glocke für Otze gegossen. An der Nordseite befindet sich eine schwere alte Eichentür. Die teils im gotischen Stil errichtete Kapelle ist innen mit Malereien und Schnitzwerken reich verziert und enthält u. a. einen geschnitzten spätgotischen Flügelaltar.

### Baudenkmale
→ Siehe: Liste der Baudenkmale in Otze

## Wirtschaft und Infrastruktur
Otze ist mit der Kreisstraße 121 nördlich an die Bundesstraße 3 und südlich an Burgdorf-Stadt angebunden. Es hat einen Haltepunkt an der Bahnstrecke Lehrte–Hamburg-Harburg, der von der S-Bahn Hannover bedient wird.
| Linie | Verlauf | Takt   | Betreiber         |
| ----- | --- | ------ | ----------------- |
| S 6   | Celle – Ehlershausen – Otze – Burgdorf (Han) – Aligse – Hannover Karl-Wiechert-Allee – Hannover Hbf Stand: Fahrplanwechsel Dezember 2021                                                                   | 60 min | Transdev Hannover |
| S 7   | Celle – Ehlershausen – Otze – Burgdorf (Han) – Aligse – Lehrte – Ahlten – Hannover-Anderten-Misburg – Hannover Karl-Wiechert-Allee – Hannover-Kleefeld – Hannover Hbf Stand: Fahrplanwechsel Dezember 2021 | 60 min | Transdev Hannover |